# Ghiacciaio Gaumukh
Il Gomukh è la parte terminale del ghiacciaio di Gangotri, caratterizzato da una porta glaciale di ampie dimensioni, da cui si origina un torrente glaciale con una considerevole portata, il Bhagirathi, uno dei corsi d'acqua che formano la parte iniziale del Gange.

## Descrizione
Il ghiacciaio si raggiunge con un percorso di 18 km dalla località di Gangotri, ai piedi del massiccio dello Shivling, posto al confine con il Tibet, nel Garhwal Himalaya, Uttaranchal, Uttarakhand.
Rientra nella Riserva forestale di Gangotri National Park in Uttarakhand.